# Hilbesheim
Hilbesheim là một xã trong vùng Grand Est, thuộc tỉnh Moselle, quận Sarrebourg, tổng Fénétrange. Tọa độ địa lý của xã là 48° 46' vĩ độ bắc, 07° 05' kinh độ đông. Hilbesheim nằm trên độ cao trung bình là 325 mét trên mực nước biển, có điểm thấp nhất là 257 mét và điểm cao nhất là 337 mét. Xã có diện tích 7,52 km², dân số vào thời điểm 1999 là 515 người; mật độ dân số là 68 người/km². Xã nằm khoảng 7 km về phía đông bắc của Sarrebourg, thuộc Pháp từ năm 1766.

## Thông tin nhân khẩu
| 1962 | 1968 | 1975 | 1982 | 1990 | 1999 |
| ---- | ---- | ---- | ---- | ---- | ---- |
| 428  | 432  | 473  | 469  | 472  | 515  |